# Никола Граовац
Никола Граовац (Вребац, 29. мај 1907 — Топола, 16. јануар 2000) је био српски сликар. Један је од највећих мајстора колористичког експресионизма у српском сликарству 20. века.

## Биографија
Рођен је у Лици, у селу Вребац код Госпића 1907. године као 14-то, најмлађе дете у кући Граовчевих. Основну школу је завршио у сеоској школи у Вребцу а услове за даље школовање није имао. Са 15 година је дошао у Београд, као пуки печалбар где је мукотрпно радио како би сам преживео а део зараде слао породици у Лици. Радио је свакојаке послове од рада на грађевини, преко баштованских послова, до помоћних послова по кућама. Тешко је долазио до посла јер није могао да издржи конкуренцију снажних одраслих људи с обзиром да је био дете. Први стални посао који је добио, био је посао у стругари у Жељину, а други у ливници у Зрењанину. Покушао је да изучи столарски занат у Београду али му родитељи нису дали сагласност јер за време изучавања заната није имао никаквих прихода. На његову срећу нашао је посао у Дентал депоу Макса Мошића где је ради разнородне послове од пријема и дистрибуције зубарског материјала до монтирања апарата у зубарским ординацијама. Посао му је био интересантан и динамичан што је одговарало његовој природи, газда је био коректан човек, тако да је млади Граовац почео да води један нормалан грађански живот. Поред редовног посла радио је и као домар у згради у којој је становао тако да је имао и додатни приход. По природи скроман, а имајући циљ у животу да постане сликар и ради посао који највише воли, штедео је и припремао се за сликарску школу. У то време најпознатија сликарска школа у Београду је била школа сликарства у атељеу Јована Бијелића. Граовац је ступио у контакт са тада већ славним уметником и након свестраног тестирања Бијелић је решио да га прими у школу. Преселио се 1932. године у Бјелићев атеље који се налазио на тавану II мушке гимназије у Београду. Поред дружења са својим професором Бијелићем, Граовац је у овој школи долазио у контакт и са осталим полазницима ове школе тако да је ту настао читав низ пријатељстава која су трајала до краја живота.
Први пут је излагао на колективној изложби 1933. године, да би већ 1934. године заједно са још троје ученика Бијелићеве школе (Даница Антић, Алекса Челебоновић и Јурица Рибар) направио заједничку изложбу која је наишла на изванредан пријем како код публике тако и код критике. Ова група уметника је касније популарно названа група „Четворица“ иако никада није имала званичну форму. Прву самосталну изложбу Граовац је имао 1935. године у Уметничком павиљону Цвијета Зузорић у Београду. Са групом * "Облик“ излагао је 1938. године иако није био њихов званични члан, да би са групом „Десеторо“ (Десеторица) 1940. године излагао у Београду и Загребу. Био је изузетно плодан сликар који је живео од сликарства. Опус му броји око 10.000 слика које се налазе у званичним институцијама, многим установама, предузећима и приватним збиркама и колекцијама. Последња његова самостална изложба је приређена у пролеће 1998. године у просторијама Удружења ликовних уметника Србије УЛУС-а у Београду.
Поред сликарства Никола Граовац је имао још једну пасију, то су били стари сатови, у атељеу су му били окачени на зидовима и стајали на полицама. Сакупљао их је и сам их поправљао и доводио у исправно стање.
Умро је у својој кући на Опленцу 16. јануара 2000. године.

## Сликарска група „Десеторо“
Сликарска група „Десеторо“ је заједнички излагала 1940. године у Београду и Загребу. Групу су сачињавали: Даница Антић, Боривој Грујић, Никола Граовац, Душан Влајић, Миливој Николајевић, Јурица Рибар, Љубица Сокић, Стојан Трумић, Алекса Челебоновић и Богдан Шупут. Иако по свом саставу хетерогена, група се састојала од 2 жене и 8 мушкараца, било је ту академских сликара, са факултетским образовањем, али и сликара по вокацији, припадали су разним друштвеним слојевима од радништва, интелигенције до буржоазије. Заједничко овој групи је било то, што су сви били сликари и ђаци Јована Бијелића. Неки од ових уметника су страдали у Другом светском рату, а они који су преживели били су значајни ликовни ствараоци у послератном периоду.

## Самосталне изложбе
Никола Граовац се први пут представио јавности на Петој пролећној изложби југословенских уметника 1933. године. После свог првог представљања београдској публици Граовац се готово без изузетка појављивао на свим пролећним југословенским и јесењим изложбама београдских уметника. То је тако трајало до краја 1940. године тј. до избијања Другог светског рата. Тачан број групних изложби у којима је учествовао Никола Граовац у земљи и иностранству није утврђен, а самосталне изложбе су му биле:

- 1935. Београд,
- 1948. Приштина,
- 1951. Београд,
- 1954. Бор, Београд, Нови Сад,
- 1956. Бор,
- 1957. Београд, Нови Сад, Зрењанин, Праг,
- 1958. Сарајево,
- 1960. Београд, Нови Сад,
- 1961. Зрењанин,
- 1964. Београд,
- 1965. Београд,
- 1969. Сомбор,
- 1972. Нови Сад,
- 1976. Нови Сад,
- 1977. Панчево,
- 1978. Сремски Карловци,
- 1980. Београд,
- 1987. Сомбор, Гроцка,
- 1989. Топола,
- 1990. Сомбор,
- 1991. Београд, Лазаревац,
- 1992. Нови Сад,
- 1995. Топола,
- 1996. Будва,
- 1997. Нови Сад,
- 1998. Вршац, Подгорица и Београд.

## Признања
- 1937. награда „Ђурица Ђорђевић“,
- 1937. награда „Политике“
- 1964. Октобарска награда Новог Сада,
- 1965. награда УЛУС-а